# 吕伯克
吕伯克（德語：Lübbecke，發音：[ˈlʏbəkə] ⓘ）是德国北莱茵-威斯特法伦州代特莫尔德行政区明登-吕伯克县的城市，曾是吕伯克县的县治，面积65.04平方千米，2023年12月31日人口为26,161人。

## 友好城市
吕伯克与以下城市结为友好城市：
- 法國 巴约（1968年）
- 英国 多切斯特（1973年）
- 匈牙利 蒂薩凱奇凱（1989年）
- 德国 巴特利本韦达（1990年）